# 卡馬古安
卡馬古安（西班牙語：Camaguán），是委內瑞拉的城鎮，位於該國中部瓜里科州，是卡馬古安市的首府，始建於1768年9月24日，該城鎮主要經濟活動是農業，2011年人口24,675。